# Family Plan
Family Plan is een Amerikaanse televisiefilm uit 2005, geregisseerd door David S. Cass Sr. Hoofdrollen worden vertolkt door Tori Spelling, Jordan Bridges, Greg Germann en Kate Vernon.

## Verhaal
De film draait om een vrouw genaamd Charlie. Het bedrijf waar ze werkt wordt overgenomen door een man genaamd Walcott. Walcott heeft familiebanden hoog in het vaandel staan. Om een goede indruk op hem te maken in de hoop op een snelle carrière, doet Charlie, die eigenlijk vrijgezel is, of ze een gezin heeft.
Wanneer Walcott op een dag bij haar wil komen dineren dreigt ze door de mand te vallen. Ze besluit om het huis van haar vriend te huren en diens dochter te laten optreden als haar eigen dochter. Verder huurt ze een acteur genaamd Buck in om haar echtgenoot te spelen.
Na het diner besluit Walcott echter het huis naast dat van Charlie’s vriend te huren als zomerverblijf. Hierdoor is Charlie gedwongen het spel mee te blijven spelen en zich samen met Buck voor te doen als getrouwd stel.

## Rolverdeling
- Charlie - Tori Spelling
- Walcott - Greg Germann
- Buck - Jordan Bridges
- Stacy - Kali Rocha
- Victoria - Kate Vernon
- Gold -Jon Polito
- Troy - Christopher Cass
- Nicole - Abigail Breslin

## Achtergrond
Family Plan werd opgenomen in Los Angeles door Mat IV Productions, in samenwerking met Alpine Media en Larry Levinson Productions. De film werd op televisie vertoond door Hallmark Entertainment op hun zender Hallmark Channel.
De film deed het redelijk voor een Hallmark-film, maar reacties van critici waren niet al te lovend. Volgens Hal Erickson van All Movie Guide was Family Plan waarschijnlijk een origineel ogende film voor mensen die nog niet films als Picture Perfect en Good Neighbor Sam hadden gezien. De